# Весттаун Тауншип (округ Честер, Пенсільванія)
Весттаун Тауншип (англ. Westtown Township) — селище (англ. township) в США, в окрузі Честер штату Пенсільванія. Населення — 11 154 особи (2020).

## Демографія
Згідно з переписом 2010 року, у селищі мешкало 10 827 осіб у 3898 домогосподарствах у складі 2921 родини. Було 4003 помешкання
Расовий склад населення:
| - 91,0 % — білих - 3,8 % — чорних або афроамериканців - 3,2 % — азіатів - 0,1 % — вихідців з тихоокеанських островів - 0,1 % — корінних американців |

До двох чи більше рас належало 1,3 %. Частка іспаномовних становила 2,4 % від усіх жителів.
За віковим діапазоном населення розподілялося таким чином: 25,0 % — особи молодші 18 років, 62,0 % — особи у віці 18—64 років, 13,0 % — особи у віці 65 років та старші. Медіана віку мешканця становила 40,5 року. На 100 осіб жіночої статі у селищі припадало 93,8 чоловіків;  на 100 жінок у віці від 18 років та старших — 93,0 чоловіків також старших 18 років.
Середній дохід на одне домашнє господарство  становив 136 377 доларів США (медіана — 119 359), а середній дохід на одну сім'ю — 151 010 доларів (медіана — 136 983). Медіана доходів становила 95 750 доларів для чоловіків та 62 205 доларів для жінок. За межею бідності перебувало 3,8 % осіб, у тому числі 1,0 % дітей у віці до 18 років та 2,6 % осіб у віці 65 років та старших.
Цивільне працевлаштоване населення становило 5597 осіб. Основні галузі зайнятості: освіта, охорона здоров'я та соціальна допомога — 27,4 %, науковці, спеціалісти, менеджери — 12,0 %, фінанси, страхування та нерухомість — 12,0 %.